# جيمي بالمر
جيمي بالمر (بالإنجليزية: Jamie Palmer)‏ (25 نوفمبر 1985 المملكة المتحدة - ) هو لاعب كرة قدم بريطاني يلعب كمدافع.

## روابط خارجية
- جيمي بالمر على موقع Soccerbase.com (لاعب) (الإنجليزية)